# Raoni Metuktire
Raoni Metuktire, és un dels grans dirigents de l'ètnia dels Kayapos que viuen al cor d'una reserva protegida al Brasil i és una figura internacional emblemàtica de la lluita per la conservació del bosc amazònic i de la cultura indígena.

## Biografia
Raoni Metuktire va néixer a l'estat de Mato Grosso cap a l'any 1930, dins el bosc amazònic en un lloc anomenat Krajmopyjakare (actualment dit Kapôt). Era de la branca Metuktire dels Kayapos, era un dels fills del cacic Umoro. El poble kayapo és nòmada i ell es va desplaçar incessantment i van haver nombroses guerres tribals. Raoni va començar a posar-se als llavis quan tenia 15 anys un disc cerimonial de fusta que els guerrers de la seva tribu anomenaven botoque i que es porta sobre el llavi inferior.
Va ser l'any 1954 quan Raoni i els altres membres de la tribu es trobaren per primera vegada amb persones occidentals. El primer contacte va ser amb Orlando Villas-Bôas, frare dels germans Villas-Bôas, cèlebres indigenistes brasilers que iniciaren al jove Raoni en el portuguès i el prepararen per a la invasió dels Kuben (« els altres », « els blancs »). El 1964 partí cap a la reserva indígena protegida del Mato Grosso.
L'any 1978, va aparèixer en una pel·lícula documental dirigida per Jean-Pierre Dutilleux titulada Raoni. L'actor Marlon Brando va aparèixer en la seqüència inicial i la pel·lícula va ser nominada pels Oscars. Amb això augmentà l'interès internacional per la lluita contra la desforestació de l'Amazones.

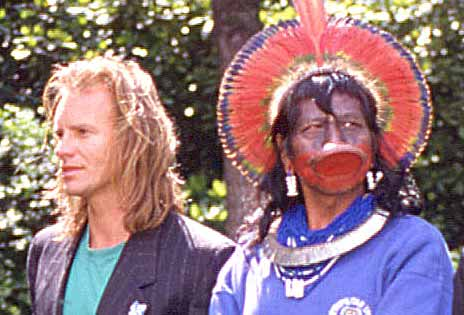
Raoni amb el cantant Sting, 1989

Raoni va adquirir notorietat internacional a partir de 1988 quan participà a São Paulo en una conferència de premsa internacional de Human Rights Now! d'Amnesty International. Per l'impacte d'aquest esdeveniment Sting, i la seva esposa Trudie Styler amb el realitzador belga Jean-Pierre Dutilleux van fundar Rainforest Foundation, entitat creada per donar suport als projectes de Raoni.
El febrer de 1989, Raoni va ser un dels molts opositors al projecte d'embassament de Kararao, projecte que finalment s'abandonà.